# John Titor
John Titor är en påstådd tidsresenär från 2036 som mellan 2000 och 2001 postade flera meddelanden relaterade till tidsresor på ett internetforum. Titor påstod att ett tredje världskrig skulle bryta ut år 2015 som skulle ta cirka 3 miljarder liv. Efter världskriget skulle överlevande ha försökt att återställa samhället så gott det gick, varvid armén skickade John Titor och ett par andra tidsresenärer tillbaka i tiden för att hämta föremål. John Titor hävdade också att det skulle utbryta ett inbördeskrig i USA år 2005, vilket inte heller inträffade.
Senare granskningar har kommit fram till att karaktären John Titor troligtvis skapats av bröderna Larry och John Haber från Florida.